# 향천사
향천사(香泉寺)는 예산군 예산읍에 위치한 사찰로 655년(백제 의자왕 15년)에 의각 스님이 창건하였다고 전한다. 의각은 당나라에 들어갔다가 귀국할 때 불상을 돌배에 싣고 백제 오산현 북포 해안에 이르러 알맞은 절터를 잡지 못하여 몇 달을 머물렀다. 이때 배안에서 치는 종소리가 강촌을 진동하여 마을 이름이 종경리가 되었다. 어느 날 금오 한 쌍이 날아오더니 지금의 절터를 일러주었기에 향천사는 현재의 절터에 자리잡게 되었다고 하며, 근처 산을 금오산이라고 부르게 되었다고 한다.
경내에는 예산 향천사 구층석탑이 서있으며, 등록문화재인 예산 향천사 괘불도 및 오여래·사보살·팔금강도를 소장하고 있다.